# جانوس لازلو ناغي
جانوس لازلو ناجي (بالمجرية: Nagy János László)‏ (و. 1945 – 2018 م) هو مصمم جرافيك، وأستاذ جامعي مجري، ولد في فيلزهوفن، توفي عن عمر يناهز 73 عاماً.